# 平頂山市
平頂山市（へいちょうざん/ピンディンシャン-し、拼音: Píngdĭngshān）は、中華人民共和国河南省の地級市。鄭州市の南南西約120kmに位置している。人口約500万人（2020年）。

## 地理
河南省の中南部に位置し、鄭州市、許昌市、漯河市、駐馬店市、南陽市、洛陽市と接する。

## 歴史
1968年3月に平頂山市の設立。

## 行政区画
4市轄区・2県級市・4県を管轄下に置く。
- 市轄区：
  - 新華区・衛東区・湛河区・石竜区
- 県級市：
  - 汝州市・舞鋼市
- 県：
  - 宝豊県・葉県・郟県・魯山県

| 平頂山市の地図                                                    |
| ----------------------------------------------------------------- |
| 新華区 衛東区 石竜区 湛河区 宝豊県 葉県 魯山県 郟県 舞鋼市 汝州市 |

### 年表
この節の出典

#### 平頂山市（第1次）
- 1957年3月26日 - 河南省許昌専区葉県・宝豊県の各一部が合併し、平頂山市が発足。（1市）
- 1958年12月8日 - 平頂山市が許昌専区に編入。

#### 平頂山特区
- 1964年3月23日 - 許昌専区平頂山市が平頂山特区に昇格。（1区）
- 1969年2月11日 - 新華区・衛東区を設置。（2区）
- 1969年3月15日 - 平頂山特区が地級市の平頂山市に昇格。

#### 平頂山市（第2次）
- 1971年6月23日（2区）
  - 新華区・衛東区の各一部が合併し、中心区が発足。
  - 新華区の残部・衛東区の残部が合併し、郊区が発足。
- 1977年5月9日 - 中心区が分割され、新華区・衛東区・西区が発足。（4区）
- 1977年5月30日 - 舞鋼工区弁事処を編入。（5区）
  - 舞鋼工区弁事処が区制施行し、舞鋼区となる。
- 1979年9月10日 - 舞鋼区が許昌地区に編入。（4区）
- 1979年12月12日 - 西区が新華区・郊区に分割編入。（3区）
- 1982年9月22日 - 許昌地区舞鋼区を編入。（4区）
- 1983年9月1日 - 許昌地区宝豊県・魯山県・葉県を編入。（4区3県）
- 1984年10月6日 - 宝豊県の一部が郊区に編入。（4区3県）
- 1986年1月18日 - 許昌地区郟県・襄城県、洛陽地区臨汝県を編入。（4区6県）
- 1988年6月25日 - 臨汝県が市制施行し、汝州市となる。（4区1市5県）
- 1990年9月4日 - 舞鋼区が市制施行し、舞鋼市となる。（3区2市5県）
- 1994年8月10日 - 郊区が湛河区に改称。（3区2市5県）
- 1997年7月31日 - 襄城県が許昌市に編入。（3区2市4県）
- 1997年12月18日 - 新華区・湛河区の各一部が合併し、石竜区が発足。（4区2市4県）
- 2014年7月2日 - 湛河区の一部が衛東区に編入。（4区2市4県）

#### 舞鋼工区弁事処
- 1973年12月16日 - 許昌地区舞陽県の一部が分立し、舞鋼工区弁事処が発足。（1弁事処）
- 1977年5月30日 - 舞鋼工区弁事処が平頂山市に編入。

## 交通
鉄道
- 鄭渝高速鉄道（中国語版） - 平頂山西駅（中国語版）が設けられている。当駅と省都の鄭州との間は高速列車で1時間前後[2]である。また、鄭州新鄭国際空港に隣接する新鄭機場駅からの直通列車もある[3]。
- 漯宝線（漯河市 - 平頂山市 宝豊県）
- 焦柳線（焦作市 - 広西チワン族自治区 柳州市）

道路
- 漯界高速道路